# Шеховцов, Антон Владимирович
Анто́н Влади́мирович Шеховцо́в (укр. Антон Володимирович Шеховцов; род. 11 мая 1978, Севастополь, Крымская область, УССР, СССР) — украинский политолог и публицист, специалист по ультраправым и автор работ об их предполагаемых связях с Россией, а также статей о современном фашизме и религиозном экстремизме. Кандидат политических наук.

## Биография
Родился 11 мая 1978 году в Севастополе.
Окончил гимназию имени А. С. Пушкина в Севастополе.
Окончил Севастопольский государственный университет.
В 2000—2002 годах — преподаватель Европейского университета в Киеве.
Под влиянием бомбардировок Югославии НАТО и «острого кризиса самоидентификации» стал увлекаться неоевразийством. В 2005—2006 годах являлся координатором Евразийского союза молодёжи (ЕСМ) в Севастополе, однако покинул организацию из-за перемены в политических взглядах и стал работать вместе с политологом Андреасом Умландом, критикуя ЕСМ и Александра Дугина. Журналист Дмитрий Окрест отмечает, что Шеховцов «получил доступ к литературе и видеоматериалам для внутреннего пользования, позднее пригодившимся для анализа взаимодействия между российскими ультраправыми и иностранными симпатизантами».
В 2006—2010 годах — аспирант кафедры философских и социальных наук Севастопольского национального технического университета.
В 2010 году в Черноморском государственном университете имени Петра Могилы под научным руководством кандидата исторических наук, доктора философских наук, профессора Ю. А. Бабинова защитил диссертацию на соискание учёной степени кандидата политических наук по теме «Новые праворадикальные партии в современных европейских странах: причины электоральной поддержки» (специальность — 23.00.02 политические институты и процессы). Официальные оппоненты — доктор политических наук, профессор А. С. Романюк и кандидат философских наук, профессор А. Г. Химченко.
В 2010—2012 годах — приглашённый научный сотрудник «Группы исследований радикализма и новых СМИ» (англ. Radicalism and New Media Research Group) Нортгемптонского университета.
В 2012—2013 года и в июне-декабре 2014 года — приглашённый младший научный сотрудник, а в январе 2016 — июле 2018 года — приглашённый научный сотрудник Института гуманитарных исследований по программе «Украина в европейском диалоге».
В 2015 году работал в Институте Легатума.
С 2015 года — ассоциированный научный сотрудник общественной организации «Институт евроатлантического сотрудничества», основанной Борисом Тарасюком, который выступает за то, чтобы Украина стала членом Европейского Союза и НАТО. В ходе работы в общественной организации «Институт евроатлантического сотрудничества», зарекомендовал себя как сторонник Европейского Союза, НАТО и демократии, а также — как критик идеологии неоевразийства и деятельности А. Г. Дугина.
Его ранние работы публиковались российским информационно-аналитическим центром «Сова» и британским антифашистским журналом Searchlight британского политического активиста Джерри Гейбла. Также является автором статей в журнале Foreign Affairs (издание Совета по международным отношениям), на веб-сайте openDemocracy, веб-сайте Совета по этике в международных отношениях Фонда Карнеги и веб-сайте Аспенского института. Главный редактор книжной серии «Исследования ультраправых» (англ. Explorations of the Far Right ) в издательстве ibidem-Verlag и член редакционного совета электронного научного журнала «Фашизм. Журнал сравнительных исследований фашизма» (англ. Fascism. Journal of Comparative Fascist Studies).

## Научные труды

### Монографии
на русском языке
- Кожевникова Г. В., Шеховцов А. В., Прибыловский В. В., Юдина Н., Ларина Е., Розальская М. Радикальный русский национализм: структуры, идеи, лица: справочник / Сост.: А. М. Верховский, Г. В. Кожевникова. — М.: Центр «Сова», 2009. — 410 с. — ISBN 978-5-98418-017-7.
- Шеховцов А. В. Новые праворадикальные партии в европейских демократиях: причины электоральной поддержки. — Hannover: ibidem-Verlag, 2011. — 250 с. — ISBN 978-3-8382-0180-1.

на других языках
- Shekhovtsov A. V. Russia and the Western Far Right: Tango Noir. — Routledge, 2017. — 262 p. — (Routledge Studies in Fascism and the Far Right). — ISBN 978-1-138-65864-6.

### Статьи
на русском языке
- Шеховцов А. В. Религиозно-националистический радикализм и политический процесс (на примере Русского православного национал-социалистического движения) // Верхи и низы русского национализма: (сб. статей) / Сост. А. М. Верховский. — М.: Центр «Сова», 2007. — С. 209—222. — 256 с. — 1200 экз. — ISBN 5-98418-009-X.
- Шеховцов А. В. Правый радикализм: к вопросу о терминологии // Вестник СевГТУ. Вып. 84: Политология. Севастополь: Изд-во СевНТУ, 2007. — С. 154—158.
- Шеховцов А. В. Новый правый радикализм: к вопросу об определении // Вестник СевГТУ. Вып. 91: Политология. Севастополь: Изд-во СевНТУ, 2008. — С. 141—144.
- Шеховцов А. В. Религия и праворадикальные партии // Актуальные проблемы изучения религиозных процессов в современном мире: междунар. научн.-практ. конф.: тезисы докладов. — Севастополь: Изд-во СевНТУ, 2009. — С. 48-49.
- Умланд А., Шеховцов А. В. «Либеральные демократы» Жириновского перед парламентскими выборами // Мониторинг общественного мнения: экономические и социальные перемены. № 5 (105). 2011. С. 123—127 (Английский вариант статьи опубликован в «Russian Analytical Digest». 2011. № 102. P. 14-16) (копия)
- Умланд А., Шеховцов А. В. Праворадикальная партийная политика в постсоветской Украине и загадка электоральной маргинальности украинских ультранационалистов в 1994—2009 гг. // Ab Imperio. 2010. № 2. — С. 1—28.
- Шеховцов А. В. Всеукраинское объединение «Свобода»: проблема легитимности борьбы за власть // Форум новейшей восточноевропейской истории и культуры. — 2013. — 1. — С. 22-63.

на других языках
- Шеховцов А. В. Правий радикалізм в сучасній Греції: загальний контекст і перспективи розвитку // Науковий вісник «Гілея»: філософія, політологія, історія. — № 8. — 2007. — С. 182—195.
- Шеховцов А. В. Новий правий радикалізм в Європі як предмет дослідження в вітчизняної і зарубіжної історіографії // Науковий вісник «Гілея»: філософія, політологія, історія. — № 9. — 2007. — С. 299—312.
- Shekhovtsov A. V. By Cross and Sword: «Clerical Fascism» in Interwar Western Ukraine // Totalitarian Movements and Political Religions[англ.]. 2007. Vol. 8. №. 2. P. 271—285
- Шеховцов А. В. Особливості політичної культури і електоральна підтримка нових праворадикальних партій в європейських країнах // Політологічний вісник: Зб-к наук. праць. — К.: ІНТАС. — 2008. — Вип. 37. — С. 237—246.
- Shekhovtsov A. V. The Palingenetic Thrust of Russian Neo-Eurasianism: Ideas of Rebirth in Aleksandr Dugin’s Worldview // Totalitarian Movements and Political Religions[англ.]. — Vol. 9. — №. 4. — Abingdon: 2008. — P. 491—506.
  - Шеховцов А. В. Палингенетический проект неоевразийства: идеи возрождения в мировоззрении Александра Дугина // Форум новейшей истории и культуры. № 2. 2009. — С. 105—126
- Umland A., Shekhovtsov A. V. Is Aleksandr Dugin a Traditionalist? 'Neo-Eurasianism' and Perennial Philosophy' // The Russian Review, Vol. 68, No. 4 (2009), pp. 662—678.
  - Умланд А., Шеховцов А. В. «Philosophia Perennis и 'неоевразийство': роль интегрального традиционализма в утопических построениях Александра Дугина» // Форум новейшей восточноевропейской истории и культуры. — 2011. — № 2. — С. 169—186
- Shekhovtsov A. V. Aleksandr Dugin’s Neo-Eurasianism: The New Right а la Russe // Religion Compass. — Vol. 3. — №. 4. — 2009. — P. 697—716.
- Shekhovtsov A. V. Apoliteic Music: Neo-Folk, Martial Industrial and 'Metapolitical Fascism' // Patterns of Prejudice[англ.]. Vol. 43. №. 5. 2009. P. 431—457. (перевод на русский язык)
- Shekhovtsov A. V. The Creeping Resurgence of the Ukrainian Radical Right? The Case of the Freedom Party // Europe-Asia Studies. 2010. Vol. 62.
- Умланд А., Шеховцов А. В. «Націонал-екстремізм, що не відбувся? Праворадикальна політика в Україні та загадка маргінальності українських ультранаціоналістів» // Політична критика. — 2011. — № 2. С. 17—34
- Jacson P., Shekhovtsov A. V. Conclusions: Suggestions for Future Exploration of „Transnational Fascism“ // The Postwar Anglo-American Far Right: A Special Relationship of Hate / Eds. Paul Jacson, A. V. Shekhovtsov. — Basingstoke: Palgrave Macmillan, 2014. — P. 142—146. — 155 p. — ISBN 978-1-137-39619-8.

### Рецензии
- Шеховцов А. В. Рец. на: Roger Griffi n, Werner Loh, and Andreas Umland, eds. Fascism Past and Present, West and East: An International Debate on Concepts and Cases in the Comparative Study of the Extreme Right. Stuttgart: Ibidem-Verlag, 2006. 510 p. ISBN 978-3-8982-1674-6. // Laboratorium. Журнал социальных исследований. 2011. № 2. С. 107—110
- Шеховцов А. В. Rafał Pankowski. The Populist Radical Right in Poland: The Patriots. London: Routledge, 2010 // Laboratorium. Журнал социальных исследований. 2013. № 2. С. 223—225.

### Переводы
- Гриффин Р. От слизевиков к ризоме: введение в теорию группускулярной правой // Верхи и низы русского национализма: (сб. статей) / Сост. А. М. Верховский. — М.: Центр «Сова», 2007. — С. 223—254. — 256 с. — 1200 экз. — ISBN 5-98418-009-X.

### Научная редакция
- White Power Music: Scenes of Extreme-Right Cultural Resistance. / Eds. Paul Jacson, A. V. Shekhovtsov. Ilford: Searchlight and RNM Publications, 2012. — 129 p.